# 꼬마유령 캐스퍼
꼬마유령 캐스퍼(Casper and the Angels)는 해나 바베라가 제작한 TV 애니메이션 시리즈이다. 1979년 9월 22일부터 1979년 12월 15일까지 NBC에서 총 13화로 방영되었다.
대한민국에서는 1997년에 KBS에서 방영되었다.

## 등장인물
- 캐스퍼
- 헤어리 스케어리
- 너들리
- 푼고

1. ↑  Casper the Friendly Ghost의 파생 시리즈이다.